# Gruppo riporto e controllo difesa aerea
Il Gruppo riporto e controllo difesa aerea  (abbr. GRCDA, callsign: Pioppo), precedentemente noto come 11º Gruppo radar dell'Aeronautica Militare (11º Gr.R.A.M.), è stato un ente dell'Aeronautica Militare ubicato sulla base aerea di Poggio Renatico (FE), il cui compito era la sorveglianza dello spazio aereo nella sua area di responsabilità e guidare i caccia intercettori e (unico reparto in Italia) gli intercettori teleguidati della difesa aerea nazionale del 17º stormo dell'ex 1ª Brigata Aerea dotata di Nike Hercules ed in caso di necessità delle unità del Comando artiglieria contraerei dell'Esercito dotate di Raytheon MIM-23 Hawk, quando a questi viene ordinato di intervenire.

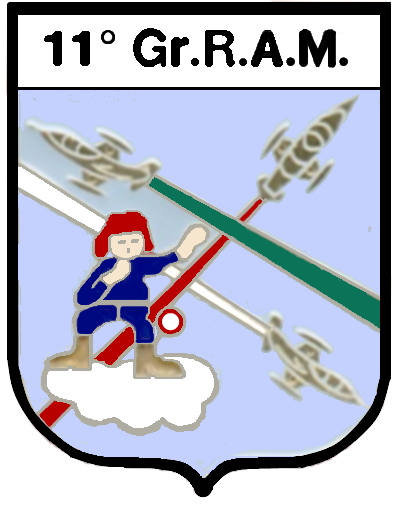
Stemma dell'ormai disciolto 11º Gruppo radar aeronautica militare, di cui il GRCDA è stato l'erede.

## Storia
Al termine della seconda guerra mondiale, accanto alle specialità tradizionali dell'Aeronautica Militare, nacque la difesa aerea territoriale, articolata su un comando generale con sede a Roma, centri nodali per l'identificazione del traffico aereo e la diramazione di ordini, oltre a una serie di postazioni di avvistamento sparse su tutto il territorio nazionale.

### Il primo radar
Lo strumento più importante della neonata difesa aerea era il radar, uno strumento che lo stato maggiore dell'Aeronautica Militare adottò per la prima volta nel 1951 con una piccola stazione radar mobile al centro dell'area aeroportuale di Ferrara: si trattava di un'antenna AMES 10 a dipoli, uno strumento di scarse prestazioni anche per l'epoca (risaliva alla battaglia d'Inghilterra), ma ideale per i primi esperimenti di avvistamento e riporto, grazie alle tabelle a muro e alle mappe su cui veniva aggiornata la situazione del traffico locale.
La stazione radar di Ferrara, denominata "11º Posto di riporto e controllo", dipendeva dal Comando della difesa aerea territoriale dell'Italia Settentrionale (1º Settore D.A.T.), che avrebbe avuto sede sull'aeroporto di Treviso-Sant'Angelo fino all'ottobre 1954.
Tra gli anni 1957 e 1961 il reparto, diventato "Centro di riporto e controllo" (CRC) con capacità di valutazione della minaccia aerea e potere di decisione d'intervento, vide l'introduzione di radar di ricerca e di quota più robusti, affidabili, di facile manutenzione e di minore complessità d'impiego, con l'introduzione dei primi schermi “PPI” (Plan Position Indicator) per la lettura della posizione degli aeromobili in vista.
Il 15 luglio 1972 il reparto trasferì la propria sede operativa sull'aeroporto "Giuseppe Veronesi" di Poggio Renatico, dove venne riequipaggiato con il radar di produzione francese “ARES B”, sensore tridimensionale (in grado cioè di rilevare contemporanenamente radiale, distanza e quota) di media potenza e particolarmente resistente all'inganno e al disturbo elettromagnetico.
Contemporaneamente, fu introdotto il sistema "NATO Air Defense Ground Environment"(NADGE) già in uso presso gli alleati, con l'implementazione di elaboratori elettronici Hughes e l'automazione nello scambio tra le reti di sorveglianza (creando di fatto un ombrello di controllo che andava dalla Norvegia alla Turchia) e nella registrazione in tempo reale dei tracciati radar su supporti digitali.

### Il gruppo radar
Nel 1983 al sito radar di Poggio Renatico fu assegnato il titolo di Gruppo radar e acquisì la capacità di collegarsi e scambiare informazioni per via telematica e criptata con le piattaforme radar aviotrasportate AWACS.
Nel 1998, l'11º Gruppo radar (11º Gr.R.A.M.) viene incorporato nel centro operativo del Comando operativo delle forze aeree e, qualche anno più tardi, nella Direzione operazioni aeree correnti dello stesso COFA, che nel frattempo aveva completato il suo trasferimento sul sedime poggese dalla precedente sede di Vicenza.

### Il Gruppo riporto e controllo difesa aerea
Dal 1º novembre 2006 il Gruppo radar è nuovamente un reparto autonomo, posto, al pari degli altri Gr.R.A.M., alle dipendenze del C.O.F.A. (già Alto comando e dal 1º gennaio 2011 ridenominato Comando operazioni aeree alle dipendenze del Comando della squadra aerea), con la denominazione di "Gruppo riporto e controllo difesa aerea".
Nel 2010, in seguito alla riorganizzazione degli alti comandi dell'Aeronautica Militare, i gruppi radar sono stati posti alle dirette dipendenze del "Centro coordinamento gruppi radar dell'A.M." (CCGRAM) del Comando operazioni aeree (COA) di Poggio Renatico, posto a sua volta nell'organigramma del Comando della squadra aerea di Centocelle.
Il reparto ha aumentato le proprie capacità operative arrivando a sorvegliare tutto lo spazio aereo nazionale, nell'ambito del programma di riorganizzazione della forza armata che ha di recente visto la riconfigurazione degli altri G.R.A.M. in Squadriglie radar remote.
Giovedì 30 ottobre 2014, il GRCDA è stato soppresso come ente autonomo e le sue funzioni sono state assorbite nell'ambito dell'Air Control Centre (ARS) del Comando operazioni aeree (COA) di Poggio Renatico (FE). La trasformazione nella nuova realtà operativa è stata sancita a seguito dell'imminente adozione, da parte dell'Italia, del nuovo sistema di Comando e controllo NATO denominato Air Command and Control System (ACCS)
Dal 15 marzo 2017, a seguito della revisione ordinativa del COA, è stato riorganizzato l’ARS in Reparto Difesa Aerea Missilistica Integrata (DAMI), con funzioni di controllo e coordinamento, alle cui dipendenze è stato posto l'11º Gruppo DAMI.

## Operatività
Diversi sensori Early Warning presidiati e remoti, dislocati sul tutto il territorio italiano e nel territorio della vicina Slovenia oltre agli assetti radar aerotrasportati (AWACS) di gestione interalleata NATO, costituiscono una rete di controllo i cui dati arrivavano alla sala operativa del GRCDA dando ai controllori una visione ottimale della situazione radar e consentendo una accurata identificazione di tutto il traffico aereo.
Eventuali minacce alla sicurezza o velivoli di incerta identificazione rendono necessaria una reazione, che il Gruppo predisponeva inviando un ordine di scramble agli assetti militari dislocati nelle basi dell'Aeronautica Militare.
I mezzi in dotazione permettevano lo scambio di informazioni con gli enti di difesa aerea dei Paesi limitrofi e con gli enti sovraordinati della catena di comando nazionale e NATO, con l'obbiettivo fissato di mantenere quanto più alto il livello di interconnessione, prontezza e flessibilità in tematica di sicurezza del volo.
Il controllo dello spazio aereo italiano operato dal GRCDA comprendeva due missioni NATO di Air Policing, in collaborazione a giorni alterni con altri Paesi membri dell'Alleanza:
- dal 2004, la sorveglianza dello spazio aereo sloveno, dal 2014 in collaborazione con l'aeronautica militare ungherese;[7]
- dal 2009, la sorveglianza dello spazio aereo albanese, in collaborazione con l'aeronautica militare greca.[8][9]

## Altri gruppi e centri radar disciolti
- 12º Gruppo radar A.M. - Mortara (PV)
- 13º Gruppo radar A.M.[10] - Concordia Sagittaria (VE)
- 14º Gruppo radar A.M. - Porto Potenza Picena (MC)
- 15º Gruppo radar A.M. - Capo Mele, Andora (SV)
- 16º Centro radar A.M. - Monte Telegrafo, Bressanone (BZ)
- 17º Gruppo radar A.M.[11] - Monte Scinauz, Pontebba (UD)
- 21º Gruppo radar A.M. - Poggio Ballone (GR)
- 23º Gruppo radar A.M. - Capo Frasca, Terralba (OR)
- 31º Gruppo radar A.M. - loc. Monte Jacotenente, Monte Sant'Angelo (FG)
- 32º Gruppo radar A.M.[12] - Otranto (LE)
- 33º Gruppo radar A.M. - San Giovanni Teatino (PE)
- 34º Gruppo radar A.M.[12] - contrada Mezzogregorio, Noto (SR)
- 35º Gruppo radar A.M. - Marsala (TP)
- 36º Gruppo radar A.M. - Sant'Anna di Isola di Capo Rizzuto (KR)